# Cryptochironomus ramus
Cryptochironomus ramus är en tvåvingeart som beskrevs av Mason 1985. Cryptochironomus ramus ingår i släktet Cryptochironomus och familjen fjädermyggor.
Artens utbredningsområde är Saskatchewan. Inga underarter finns listade i Catalogue of Life.